# Raymond Bernier (homme politique)
Pour les articles homonymes, voir Raymond Bernier et Bernier.
Raymond Bernier, né le 6 novembre 1952 à Québec, est un fonctionnaire et homme politique québécois.

## Biographie
Il fait carrière dans la fonction publique québécoise, travaillant à la Commission de la santé et de la sécurité du travail, au secrétariat du Conseil du trésor, au ministère des Transports et au ministère du Revenu. 
Il est conseiller municipal et maire substitut de la Ville de Saint-Augustin-de-Desmaures de 1989 à 1997. 
Il est député pour le Parti libéral du Québec de la circonscription électorale provinciale de Montmorency dans la région de la Capitale-Nationale.
Raymond Bernier est député de cette circonscription en trois périodes discontinues : élu lors des élections de 2003, il est battu en 2007 par le candidat de l'ADQ Hubert Benoit, qu'il défait à son tour en 2008 ; en 2012, la candidate de la CAQ Michelyne C. St-Laurent l'emporte, mais il la défait en 2014. 
Il est adjoint parlementaire au ministre du Revenu de mai 2003 à mars 2005 et à la ministre des Relations internationales et ministre responsable de la Francophonie de mars 2005 à février 2007. Il est également Chef de cabinet de la ministre des Relations internationales, Monique Gagnon-Tremblay, en 2007 et en 2008.  
Au cours de ses mandats, il est président de commissions parlementaires, soit : la Commission de la culture du 15 janvier au 14 septembre 2009 et la Commission des relations avec les citoyens de septembre 2009 à août 2012 lors de son deuxième mandat, puis président de la Commission des finances publiques de juin 2014 à août 2018 lors de son troisième mandat. Il a déposé un Rapport sur le phénomène du recours aux paradis fiscaux.
Il a également été candidat du Parti libéral dans la circonscription de La Peltrie lors de l'élection de 1994, mais a été défait par le péquiste Michel Côté.

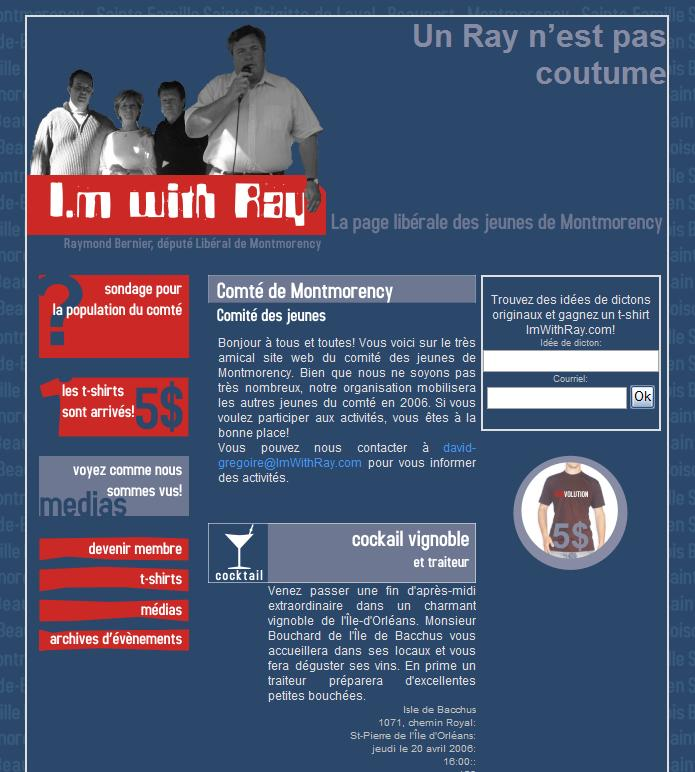
ImWithRay.com

En 2006, les jeunes de l'Association du comté de Montmorency ont provoqué un tollé médiatique avec un site web. Le site déformait des proverbes francophones en changeant un ou plusieurs mots pour Ray.  Titre du site: I'm With Ray.[réf. nécessaire]
Dans le cadre du programme d’investissement en infrastructures municipales, Raymond Bernier a contribué à plusieurs projets à l’Île-d ’Orléans, dans Côte-de-Beaupré et à Québec, notamment au Parc de la Chute-Montmorency. Ce programme a permis la construction de deux écoles, à Sainte-Brigitte-de-Laval et à Boischatel.

## Implication, engagement et bénévolat
Raymond Bernier est président du Comité des activités du Cercle des ex-parlementaires de l'Assemblée nationale du Québec. 
Il est également vice-président du Sanctuaire Sainte-Thérèse-de-l'Enfant-Jésus et trésorier de la Fraternité Sainte-Alphonse. Cet organisme à but non-lucratif est une maison vouée à aider les hommes à lutter contre l'alcoolisme, la toxicomanie et diverses dépendances. Le Pape François a d'ailleurs démontré son appui à cette maison en y faisant don de 20 000$, en plus d'y avoir fait une visite en 2022 lors de son passage au Québec. 
Raymond Bernier est également administrateur de la Société du patrimoine politique du Québec (SOPPOQ), qui relève de la Bibliothèque de l'Assemblée nationale du Québec. 
M. Bernier est toujours actif au sein du Parti libéral du Québec. 